# Bauhinia acreana
Bauhinia acreana är en ärtväxtart som beskrevs av Hermann August Theodor Harms. Bauhinia acreana ingår i släktet Bauhinia och familjen ärtväxter. Inga underarter finns listade i Catalogue of Life.